# Птолемей V Епіфан
Птолемей V Епіфан (грец. Πτολεμαῖος Ἐπιφανής, * 209 до н. е. —180 до н. е.) — цар Єгипту у 204 до н. е.—180 до н. е..

## Життєпис
Походив із династії Птолемеїв. Син Птолемея IV Філопатора та Арсіної III. У 204 році до н. е. його батька ймовірно було вбито впливовим чиновником Сосібієм та фаворитом Агафоклом. Поки про смерть царя не стало широко відомо, було вбито також Арсіною III, яка могла стати регентшею малого Птолемея.
Після цього відбулася церемонія сходження на трон. Вперше вона пройшла у Мемфісі, перетворившись на традицію. Імовірно, того ж року Сосібій помер, а справами почав керувати Агафокл разом із сестрою Агафоклеєю та матір'ю Енанфою. 203 року до н. е. проти цих регентів повстав Тлеполем, стратег Пелусія. Йому зрештою вдалося повалити владу Агафокла, стративши останнього разом з усіма родичами.
Скориставшись розгардіяшем у Єгипті проти нього виступили сирійський цар Антіох III Селевкід та Філіпп V, цар Македонії. Перший рушив до Келесирії та Палестини, другий — до Кікладських островів. Нездатність протидіяти загрозам призвела до повалення регента Тлептолема. Новим опікуном царя став Арістомен, який передав командування армією здібному військовику Скопасу. Останній протягом 202–198 років зі змінним успіхом вів боротьбу з Антіохом III. На деякий час єгиптянам вдалося відвоювати землі в Фінікії, Палестині та Келесирії. Вирішальна битва відбулася 198 року до н. е. при Паніоні (у гирлі річки Йордан), де Скопас зазнав цілковитої поразки. результатом цього була втрата Фінікії, Келесирії та Палестини.
Після повернення до Єгипту Скопас намагався здійснити заколот для захоплення влади. проте був викритий та страчений. Арістомен зберіг статус регента.
У цей час землі Птолемеїв у Малій Азії наразилися на небезпеку з боку Сирії. Втім царський уряд не надав ніякої допомоги залогам Кілікії та Лікії. У підсумку Антіох III загарбав ці провінції. Мирна угода була укладена того ж року. За її умовами Птолемей V одружувався на Клеопатрі, доньці сирійського володаря. У посаг отримував частину Фінікії та південної Палестини.
Незабаром після цього цар відсторонив від влади Арістомена. Новим головою уряду став Полікрат. У зовнішній політиці Єгипет намагався спочатку дотримуватися нейтралітету, а згодом уклав союз із Римською республікою, намагаючись використати її проти Селевкідів. Проте досягти якогось помітного успіху єгиптянам не вдалося.
Всередині держави Птолемей Епіфан зіткнувся з повстаннями у Верхньому Єгипті (з 204 року до н. е.), які очолив Хургонафор, справу якого продовжив Шаоннофріс. Останнього вдалося перемогти лише 186 року до н. е. Для зміцнення влади всередині держави цар відновив практику зборів єгипетських жерців (синодів). Найбільш значущий синод відбувся 185 року до н.е. у м. Мемфісі.
У 184–183 роках до н. е. вирувало повстання в Нижньому Єгипті. Як і раніше, повстанці спиралися на підтримку жерців давніх єгипетських богів. 
Зовнішні обставини та внутрішні події спричинили економічну та фінансову кризу. Як захід щодо її вирішення у 183 році до н. е. було підвищено курс срібної та бронзової монети.
Птолемей V Епіфан, з огляду на послаблення Селевкідів у боротьбі з Римом та внаслідок повстань в Азії, планував виступити проти Сирії, щоб відвоювати Келесирію та Юдею. Він раптово помер 180 року до н. е., імовірно, його було отруєно.

## Родина
Дружина — Клеопатра I
Діти:
- Птолемей, цар у 180-145 роках
- Птолемей, цар у 145-116 роках
- Клеопатра, дружина царів Птолемея VI та Птолемея VIII.